# Distrito de San Pedro (Ocros)
El distrito de San Pedro es uno de los diez distritos de la provincia de Ocros, ubicada en el Departamento de Áncash, bajo la administración del Gobierno regional de Ancash. en el Perú. Fue creado por Ley N.º 10174 del 17 de enero de 1945 por el presidente de la República Manuel Prado Ugarteche (1939-1945).

## Toponimia
El origen de Copa se debe a la toponimia geográfica por tener la forma de una Copa, según de los pobladores antiguos y con otras posibilidades por investigar su verdadero origen.

## Historia
San Pedro de Copa, existieron ayllus que sobresalieron en agricultura dentro de la zona llamado Mantamarca y Cacapata.
Su creación política fue creado por Ley N.º 10174 de 17 de enero de 1945; por la gestión del señor Pedro Zúñiga Flores, quien fuera acompañado de los distinguidos ciudadanos, Manuel Cruz Alcántara Lòpez, Toribio Salinas, Moisès Bottoni Arteaga, Valeriano Abarca, Pedro Noel, Doniciano Arteaga, Juan Lastra, Raymundo Salinas, Inocencio Tamayo, Lucio Arteaga, Pompeyo Cornelio, Claudio Salinas y el pueblo.
Hoy San Pedro se encuentra en la provincia de Ocros y su capital es Villa de Copa, de clima favorable para la agricultura frutícula y ganadería mejorada en Churlin, es 2.º productor de ganado vacuno después de Ocros según el último censo agrícola.

## Geografía

### Límites
- Por el Norte y Noreste limita con el distrito de Colquioc y Congas
- Por el este y Sureste limita con el distrito de Ocros y Cochas
- Por el Sur y Suroeste limita con el distrito de Paramonga, provincia de Chancay, Departamento de Lima, el distrito de Colquioc.

### Centro poblados /anexos
- Choque
- Huantar
- Tupin
- Churlin
- Julquillas.

## Autoridades

### Municipales
- 2023 - actualidad

Alcalde: Samuel Ildefonso Noel Cornelio
Partido: Juntos por el Perú
- 2019 - 2022

Alcalde: Uzias Aron Ariza Aguirre
- 2015 - 2018

Alcalde: Tony Salinas Castillo
- 2011-2014[1]
  - Alcalde: Ernesto Teobaldo Quevedo Giraldo, del Partido Alianza para el Progreso (APEP).
  - Regidores: Ausberto Alejandrino Dueñez Olivares (APEP), Simeón Timoteo Vargas Novoa (APEP), Carina Ketty Salinas Castillo (APEP), Vanesa Irene Rea Zenozain (APEP), Yonel Arturo Gallardo Rea (Movimiento regional independiente Cuenta Conmigo).
- 2007-2010: 
  - Alcalde: Uzias Aron Ariza Aguirre.

## Economía
- Se cultiva maíz, trigo (var. centenario), cebada, papa; con potabilidades del cultivo de maíz morado, alcachofa y fruticultura de paltohass, fuerte, uvas y manzana para exportación y crianza de cuyes mejorados (líneas: Perú, andino, inti, inka).

### Principales atractivos turísticos
- La iglesia colonial de San Pedro de Copa
- La plaza de Armas
- La zona de Huantar
- El cementerio
- La iglesia colonial de Choque
- Zona Cacapata (restos de piedras talladas)
- Zona Mantamarca (hembra y macho): Se observan ruinas y andenes de piedra
- cerro salvia
- cerro negro
- cerro antiguo

### Calendario festivo del Distrito de San Pedro

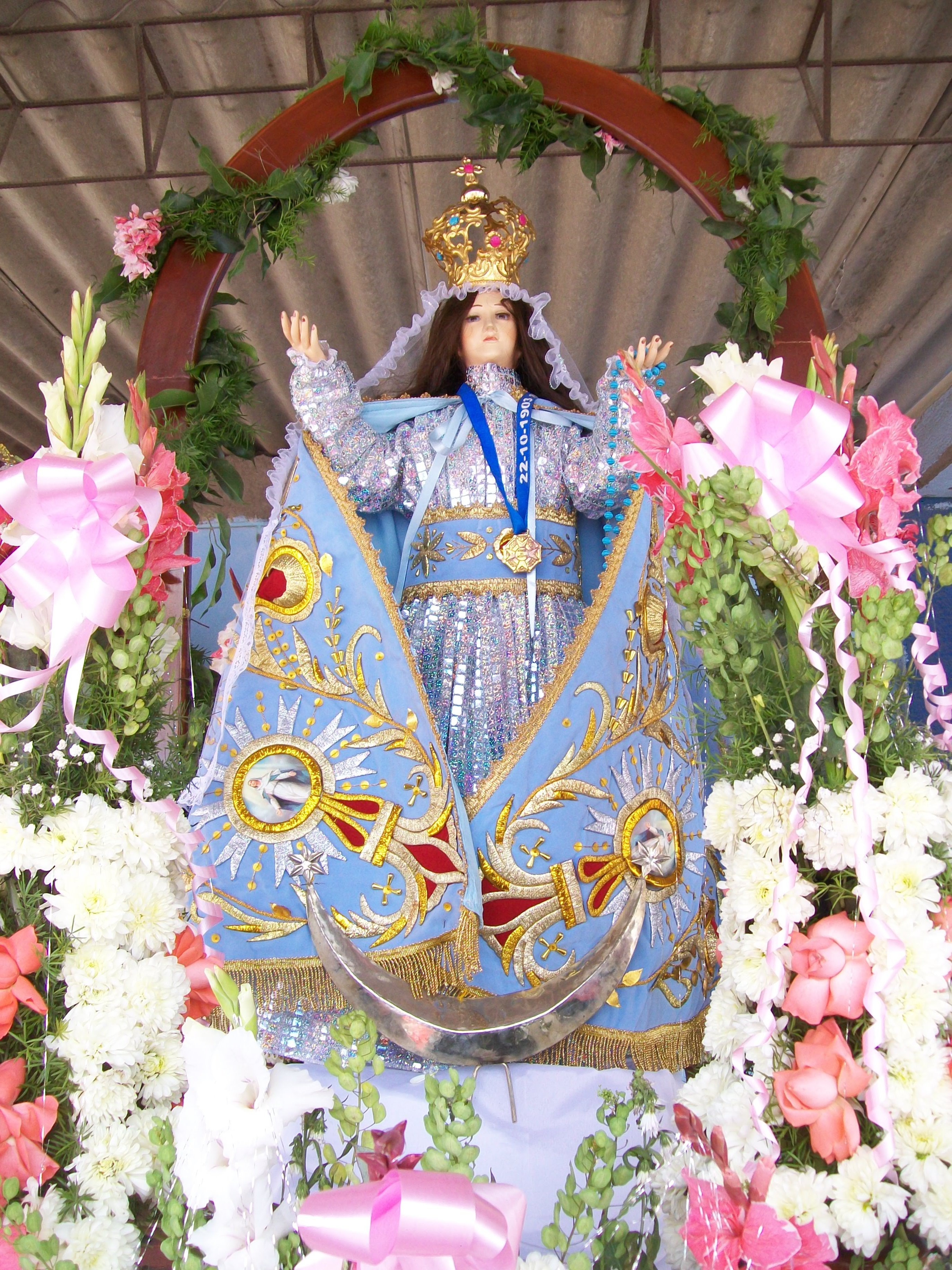
Virgen de la Asunción de San Pedro de Copa, Ocros, Áncash.

| Fecha                 | Nombre                             | Carácter | Concurrencia                                                   |
| --------------------- | ---------------------------------- | -------- | -------------------------------------------------------------- |
| 1 de enero            | Año Nuevo                          | Nacional | Población general y visitantes                                 |
| 17 de enero           | Aniversario de Creación Política   | Regional | Población general, Centros Educativos y autoridades            |
| Marzo-abril           | Semana Santa, Domingo de Ramos     | Nacional | Población general y visitantes                                 |
| 2.º domingo de mayo   | Día de la Madre                    | Nacional | población general,Centros Educatvos y autoridades              |
| 3.er domingo de junio | Día del Padre                      | Nacional | Población general,visitantes y población general               |
| 29 de junio           | Fiesta Patronal                    | Regional | Visitantes, Población general,centros Educativos y autoridades |
| 28 de julio           | Día de la Independencia del Perú   | Nacional | Población general,centros Educativos y autoridades             |
| 15 de agosto          | Fiesta Patronal Virgen de Asunción | Regional | Visiatntes, Población general,centros Educativos y autoridades |
| 25 de diciembre       | Navidad                            | Nacional | Población general y visitantes.                                |

### Artes, música y danzas
- En Artesanal tenemos:
  - Textelería: Frazadas, bayetas, ponchos, guantes y alforjas
  - Talabertería: Trabajos en cuero y trenzadores de frenos para caballos.
- En la música:
  - El huayno, con el himno copino "Pueblo de Copa"
- En Danzas:
  - Los negritos
  - Los diablitos.

## Biodiversidad y recursos naturales

### Fauna y flora
| Flora                                                      | Fauna                             | Zona                  |
| ---------------------------------------------------------- | --------------------------------- | --------------------- |
| retama, aliso, orquídea                                    | zorro, gato montés, erizo,        | Copa,Choque           |
| chilca Baccharis latifolia, saúco, molle, sauce, eucalipto | Perdiz, buitre, picaflor, zunzún  | Copa, Choque          |
| Marco, congona, Molle                                      | tórtola, loro, gallinazo, cuculi  | Copa, Choque          |
| chilca Baccharis latifolia, huarango, kikuyo               | culebra, erizo, pájaro-carpintero | Copa, Choque, Churlin |
| Ciprés, casuarina, marco                                   | Halcón, sapo, cernícalo           | Copa, Choque, Churlin |
| Palmera, pinos, sauce, casuarina                           | Culebra, víbora, puma             | Copa, Choque, Churlin |

## Vías de comunicación

### Carretera
- Lima-Barranca- Pativilca- Churlin-Choque-San Pedro de Copa
- Ocros-Bellavista-Congas-San Pedro de Copa
- Huaraz-Recuay-Catac-Conococha-Punta de Chonta-Ocros-Bellavista-Congas-San Pedro de Copa.

## Gastronomía/ comida típica
- Son platos de peruanidad Copina, que se conservan hasta hoy, que se brinda en los diversos platos en las fiestas religiosas patronales, fiestas familiares (bautismo, kitañaque, techado de casa, matrimonio) y en la tareas comunales (rodeo, relimpia de acequias, caminos).

| CARNES                            | PLATOS                | POSTRES                         | BEBIDAS        |
| --------------------------------- | --------------------- | ------------------------------- | -------------- |
| Picante de cuy                    | Sopa de cashqui       | mazamorra de calabaza           | Chicha de jora |
| Chicharrón                        | Humita, tamal         | arroz con leche                 | Anizado        |
| Charqui                           | Carapulca             | huatia de calabaza              | Chicha morada  |
| Caldo de gallina,caldo de cabeza, | Ají de gallina, locro | Mazamorra morada, frijol colado | Ron            |
| Pachamanca                        | Locro, chupe,caski    | Bizcochuelo                     | Chinguirito.   |